# Argemone turnerae
Argemone turnerae là một loài thực vật có hoa trong họ Anh túc. Loài này được A.M.Powell mô tả khoa học đầu tiên năm 1972.